# Chanukija

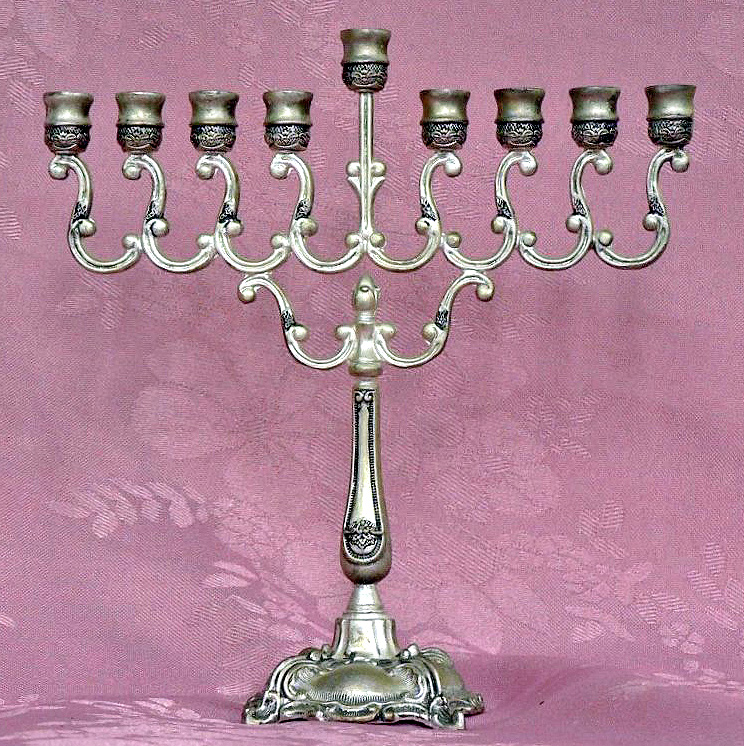
Świecznik chanukowy

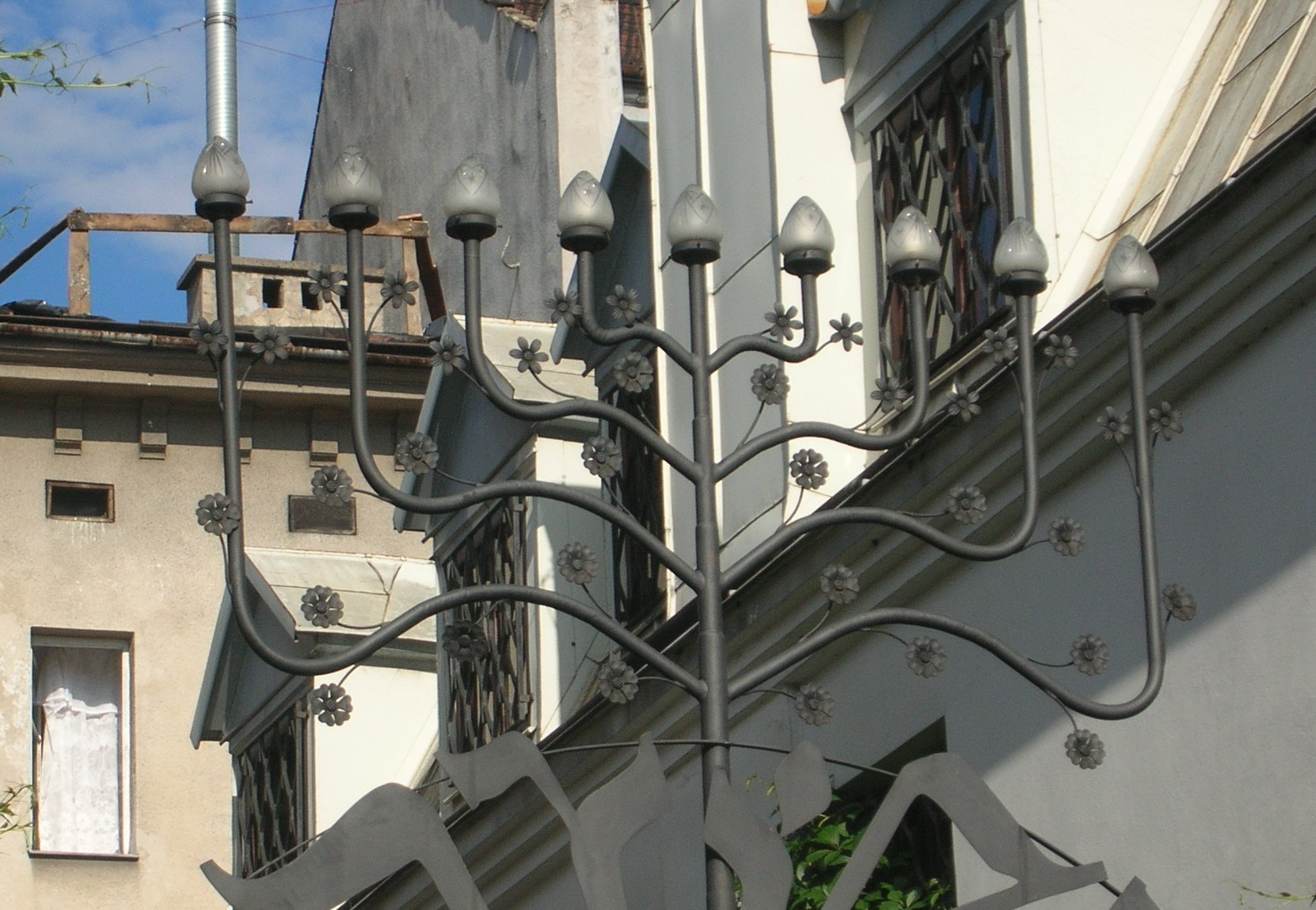
Chanukija nad bramą jednego z budynków na krakowskim Kazimierzu

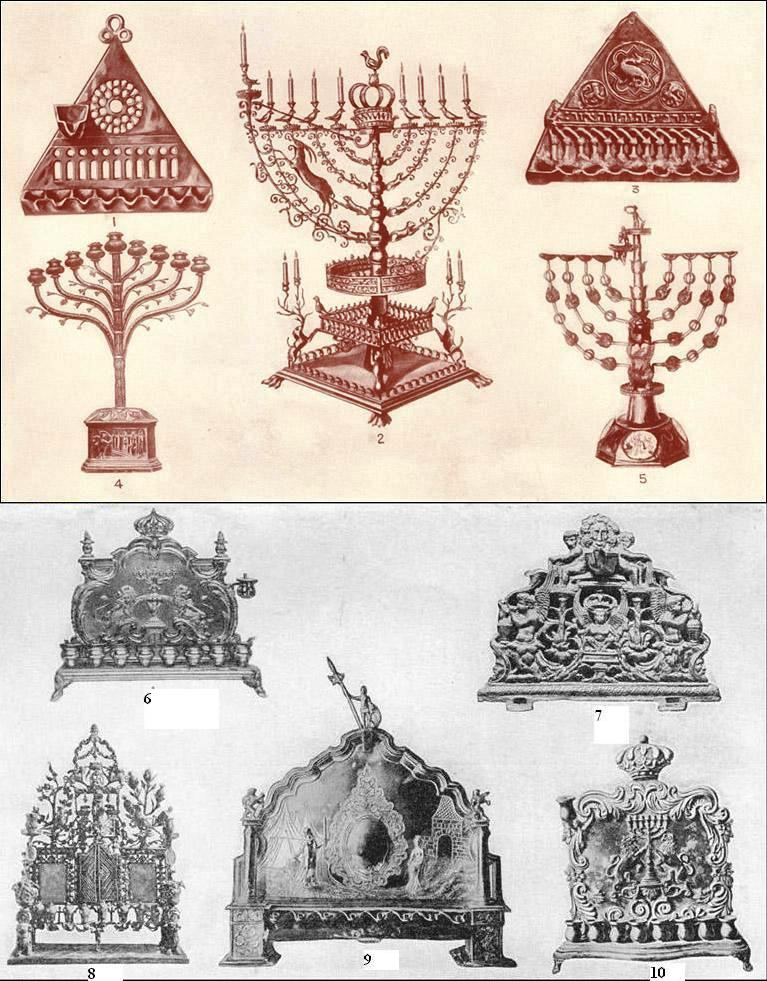
Różne przykłady chanukij

Chanukija (hebr. ‏חנוכיה‎) – dziewięcioramienny świecznik żydowski zapalany podczas święta Chanuka.
Istnieje bardzo wiele halachicznych przepisów związanych z ustawianiem chanukii, świec i ich zapalaniem.
Zgodnie z tradycją chanukija powinna stać przy drzwiach frontowych domu (na których znajduje się mezuza) lub, gdy drzwi domu nie znajdują się na froncie, ustawiana jest na parapecie okna wychodzącego na ulicę, tak, aby przechodnie mogli ją zobaczyć. Chanuka trwa przez 8 dni, w czasie których zapala się kolejne świeczki – po jednej na każdy dzień. Nie wolno używać świec mających plecione knoty. Zamiast świec niektórzy używają oliwy z oliwek. W naczyniu z oliwą powinien znajdować się jeden knot, by lampka nie przypominała buchającej ogniem pochodni. Świece powinny znajdować się w odległości trzech tefachim od ziemi (tefach = 8 cm albo 9 cm albo 9,6 cm), lecz nie większej niż dziesięć tefachim, choć nawet wtedy micwa zostaje wypełniona. Jeżeli dana osoba mieszka na wysokości dwudziestu amot (ama = 57,6 cm albo 48 cm albo 54 cm) powinna zasięgnąć rady rabina, gdzie zapalić świece.
Jedna ze świec – Szamasz – jest świecą dodatkową, dziewiątą, którą zapala się pozostałe. Szamasz powinien być trochę oddalony od pozostałych świeczek lub znajdować się nieco powyżej nich. Świece zapalane są o zmierzchu lub w chwili pojawienia się pierwszych gwiazd na niebie (w przypadku stref podbiegunowych przyjmuje się czas Jerozolimy).
Świece ustawiane są następująco: najpierw Szamasz, następnie zaczyna się od prawej strony. Każdego dnia dostawia się jedną świeczkę więcej w kolejności od strony prawej do lewej. Zapala się najpierw Szamasz, następnie świeczkę najbardziej po lewej stronie i zapala się kolejne z prawej. Jeżeli chanukija stoi przy drzwiach, najpierw dostawiamy świeczki najbliżej drzwi.
Jeszcze przed zapaleniem świec należy odmówić błogosławieństwa aszer kideszanu bemicwotaw weciwanu lehadlik ner szel chanuka (Ten, który uświęcił nas Swoimi przykazaniami i nakazał nam zapalanie świec chanukowych), oraz szeasa nisim laawoteinu bajamim hahem bazman haze (Ten, który dokonał cudów dla naszych ojców w tamtych czasach, o tej porze). Pierwszej nocy odmawia się również błogosławieństwo szehechajanu. W trakcie zapalania świec odmawia się również hymn hanerot halalu (Te światła). Po zapaleniu wszystkich świec śpiewa się maoz cur (Potężna opoko mojego zbawienia). Żydzi sefardyjscy zamiast maoz cur śpiewają mizmor szir chanukat habajit ledawid (Psalm 30).
W synagodze świece chanukowe zapala się między Minchą a Maariwem, zaś chanukiję ustawia się przy południowej ścianie budynku, zaś świece od strony wschodniej na zachód. Świece należy zapalać przed zapalaniem świec szabatowych i powinny być one wystarczająco długie (lub wystarczająco pełne oliwy) by nie zgasły przed końcem nabożeństwa. Zapalanie świec w sobotę wieczorem odbywa się tuż przed lub po Hawdali (modlitwie wieczornej w sobotę oznaczającej koniec Szabatu).
Dobrze widziane jest, aby kobiety zapalające świece przez pół godziny później nie wykonywały żadnych prac. Płomienia chanukii nie wolno w żaden sposób wykorzystywać, w Szabat trzeba również uważać, by np. podmuch wiatru z otwieranych drzwi nie zdmuchnął płomieni. Tradycyjnie spożywa się w czasie Chanuki produkty mleczne.